# Khu du lịch Tam Đảo

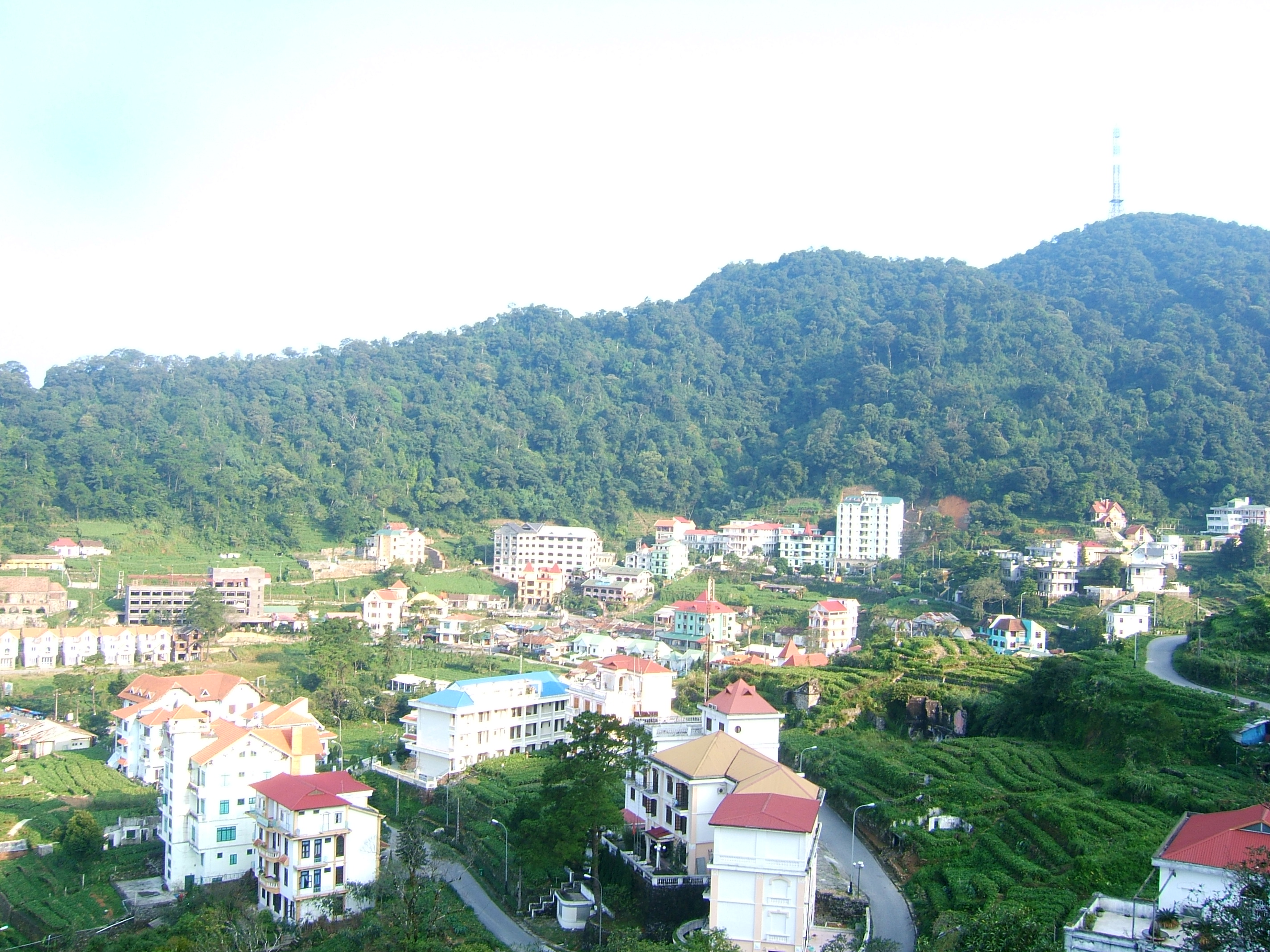
Toàn cảnh khu du lịch Tam Đảo

Khu du lịch Tam Đảo nằm trên dãy núi Tam Đảo ở độ cao trên 1000 m so với mực nước biển, thuộc thị trấn Tam Đảo, tỉnh Vĩnh Phúc.
Khu du lịch Tam Đảo cách thủ đô Hà Nội khoảng 80 km bao gồm 50 km theo quốc lộ 2 và khoảng 24 km theo đường quốc lộ 2B trong đó có 13 km đường đèo. Do nằm ở độ cao lớn nên khu du lịch Tam Đảo có khí hậu mát mẻ dễ chịu,nhiệt độ trung bình luôn thấp hơn khoảng bảy độ so với thủ đô Hà Nội. Ngoài ra vào một số mua trong năm toàn thị trấn thường được bao phủ bởi lớp sương mù trắng xoá tạo nên khung cảnh kì ảo làm khách du lịch thích thú.
Vào thời Pháp thuộc, nơi đây được người Pháp xây dựng thành khu nghỉ mát có tiếng dành cho quan chức và giới quý tộc, với hơn 100 ngôi biệt thự cổ, nơi đây trở thành nơi nghỉ mát chủ yếu của người pháp tại miền Bắc cùng với Đà Lạt ở phía nam. Đáng tiếc hiện các ngôi biệt thự đã bị phá huỷ do chiến tranh. Hiện nay chỉ còn nhà thờ đá còn tồn tại. Các cư dân bản địa tại thị trấn đều là con cháu của các phu xây dựng lên thị trấn từ thời Pháp.
Đến tham quan khu du lịch Tam Đảo, du khách có thể nghỉ ngơi, thưởng thức đặc sản ngọn susu được cho là ngon nhất Việt Nam, thăm vườn quốc gia Tam Đảo, suối bạc, nhà thờ đá, đền bà chúa thượng ngàn,hoặc lên tháp truyền hình Tam Đảo. Buổi tối du khách có thể tham quan chợ đêm, thưởng thức đồ nướng, hoặc đi dạo công viên dưới làn sương mù.